# Škoda 1000 MB

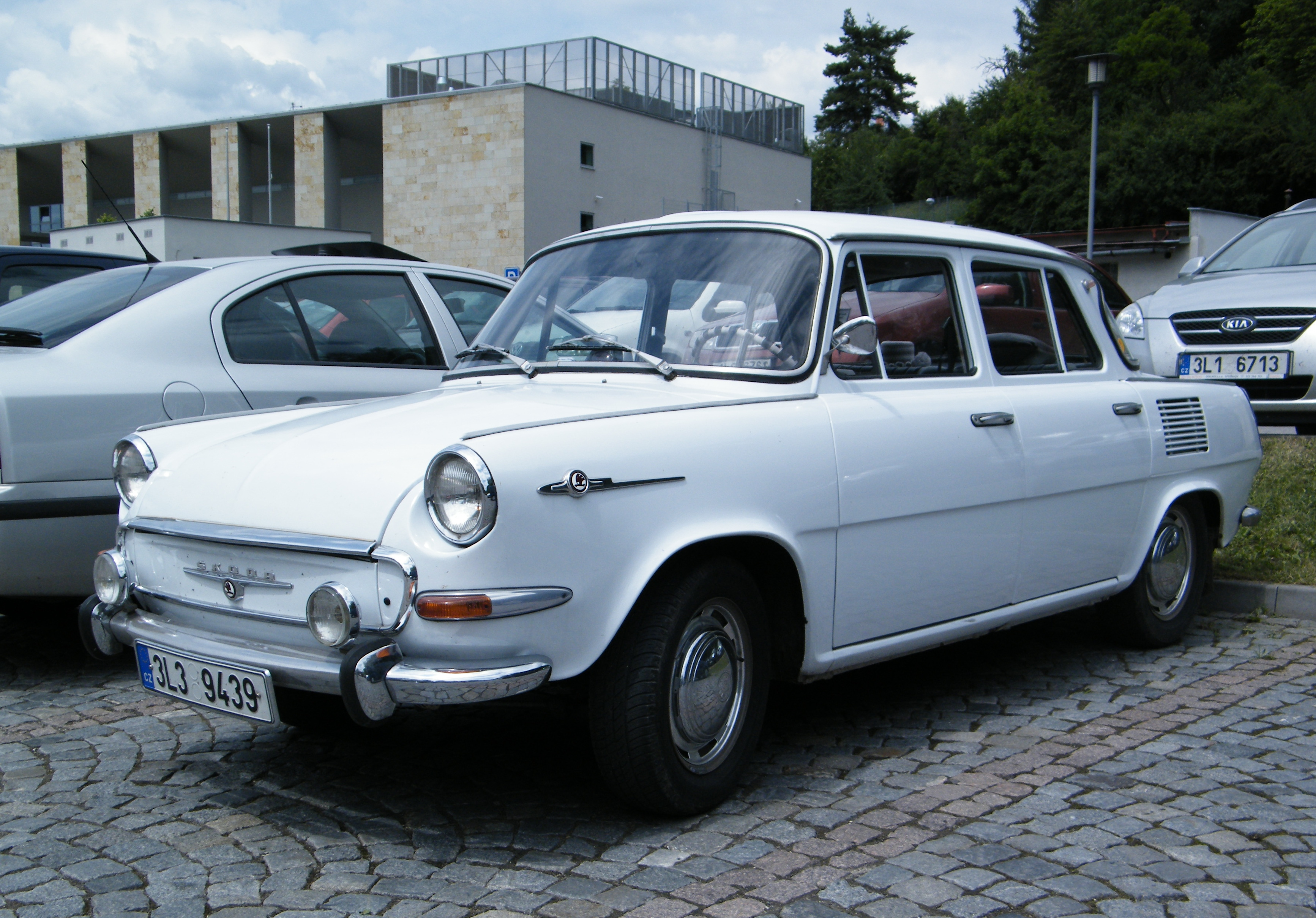
Škoda 1100 MB de Luxe

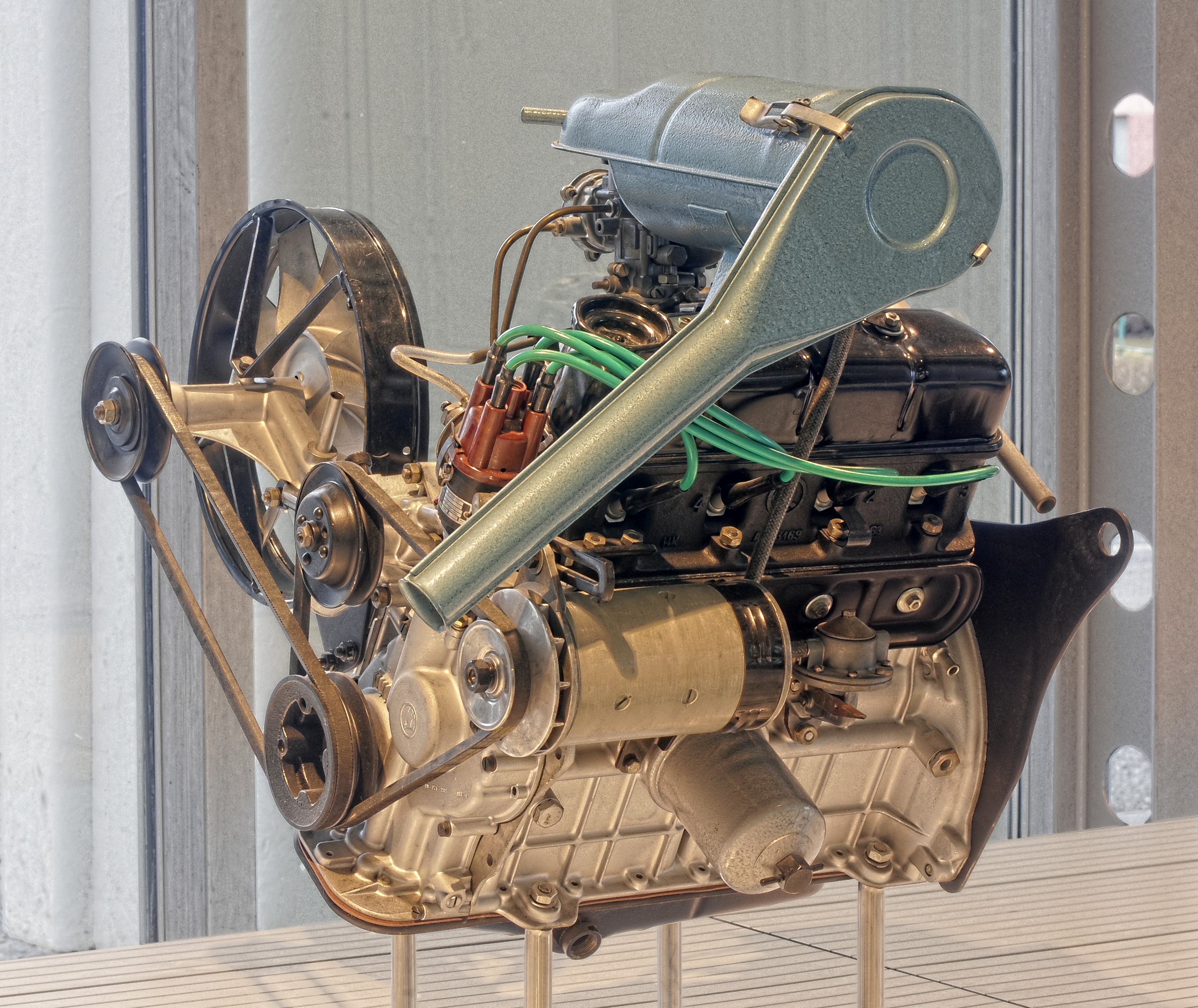

Škoda 1000/1100 MB är en personbilsmodell från AZNP som 1964 ersatte modellen Škoda Octavia. MB står för Mladá Boleslav. Octavia fanns dock kvar som kombimodell fram tills 1969. När svansmotorförsedda och bakhjulsdrivna Škoda 1000 MB kom ut på marknaden, fanns många bilmodeller med liknande teknisk grund, t.ex. hos Renault och Fiat, och givetvis hos Volkswagen.

## Historia
Škoda 1000 MB konstruerades under senare delen av femtiotalet. Motorblocket var av aluminium för att spara vikt, men toppen var ovanligt nog av gjutjärn. Bilen var en rejäl bruksvagn, men saknade kanske den förfining man kunde förvänta sig av bilar konstruerade i väst. Den lilla och billiga men förvånansvärt interiört rymliga Škodabilen såldes även i Sverige. Škoda bytte generalagenter flera gånger men runt lanseringen fanns generalagenten i Vänersborg. Någon så solid försäljnings- och serviceorganisation som Volkswagengruppen fanns förstås inte på sextiotalet. Modellen behölls till slutet av sextiotalet då den modifierades något och återkom som Škoda S100 m.fl. modeller.
Först på sjuttiotalet kom ersättaren, den rymligare Škoda 105, som dock av kostnadsskäl fick behålla svansmotorlösningen. Men då hade Škoda tappat mark i jämförelse med västeuropeiska tillverkare. Škoda fick inte resurser av staten att modernisera vagnparken. Först efter upptagandet i Volkswagengruppen på 1990-talet har Škoda åter erhållit kvalitetsutmärkelser.